# Tatra B2D
Tatra B2D je typ dvounápravového tramvajového vlečného vozu klasické koncepce, který byl sériově vyráběn v ČKD Tatra Smíchov ve druhé polovině 60. let 20. století na základě dokumentace od německého výrobce VEB Waggonbau Gotha. Jedná se o poslední dvounápravový vlečný vůz vyráběný na území Československa. Společně s tramvajemi Tatra T2D byl určen výhradně pro východoněmecký trh.

## Historické pozadí
V polovině 60. let 20. století vlády Československé socialistické republiky a Německé demokratické republiky sepsaly smlouvu, podle které měla veškerá tramvajová výroba přejít z původního německého závodu VEB Waggonbau Gotha na smíchovský závod ČKD v Praze. V roce 1965 ČKD Tatra Smíchov v rámci RVHP získala monopol výroby tramvají pro východoněmecký trh a začala s vývojem typu Tatra T4 koncepce PCC. Z typu T4 byl odvozen i vlečný vůz B4. Funkční vzorek B4, což byla karoserie Tatry T1 s demontovanou kabinou a řídícím pultem, nesoucí označení BW-3000 (BW znamená Beiwagen, německy vlečný vůz, a 3000 bylo jeho evidenční číslo), a prototyp vlečného vozu Tatra B4 byly nadále zkoušeny v provozu s motorovými vozy. Po zahájení sériové výroby obou typů byly nabídnuty provozovatelům v NDR. Pro menší provozovatele byly tyto typy značně nevýhodné z důvodů vysoké energetické náročnosti koncepce PCC, a také kvůli tomu, že jejich velká kapacita by byla nevyužita. Tito provozovatelé pak žádali výrobce o dodávky koncepčně i technicky zastaralých dvounápravových vozů (poslední dvounápravové vozy byly v Československu vyrobeny v 50. letech). ČKD proto přebrala kompletní technickou dokumentaci k německým tramvajím Gotha T2-62, podle které vyrobila v roce 1966 prototyp vozu T2D, z něhož byl odvozen i vlečný vůz. Prototyp B2D však nebyl vyroben a přešlo se ihned k sériové výrobě. Krátká sériová výroba typu B2D probíhala v letech 1967–1968.
Písmeno B v typovém označení znamená Beiwagen (německy vlečný vůz), číslice 2 značí dvě nápravy a písmeno D (=Deutschland, tedy Německo) vzešlo z typového označování tramvají Tatra.

## Konstrukce
V roce 1962 byla navržena zásadní modernizace stávajícího typu Gotha T2-61, čímž vznikl typ Gotha T2-62. Od něj byl odvozen vlečný vůz B2-62, na němž se modernizace projevila nouzovým brzdným systémem pro cestující, centrálním ovládáním dveří, výstrahami a osvětlením z motorového vozu, příčnými sedačkami se záchytnými madly namísto podélných lavic a novým osvětlením, které umožňovala řada žárovkových světel uprostřed stropu (namísto zářivkových). Později se do vozů začaly montovat dveře vyrobené z lisovaného plechu, namísto původních dřevěných, s novým opticko-akustickým výstražným systémem.
Tatra B2D je jednosměrný dvounápravový vlečný tramvajový vůz. Konstrukčně vůz vycházel z typu T2-62 (resp. B2-62), karoserie byla svařená z ocelových profilů, v interiéru se nacházely příčně uspořádané sedačky s madly a byl zde i výstražný systém. V závodě ČKD Tatra Smíchov se vyráběly hrubé stavby vozových skříní, do kterých se následně montovaly díly od německých výrobců a nakonec se prováděla finální montáž vozů. Vozy mohly být provozovány na rozchodech koleje 1000–1524 mm. Obvykle se provozovaly třívozové soupravy T2D+B2D+B2D (tzv. grosszugy), nebo dvouvozové soupravy T2D+B2D.
V roce 2018 se v pravidelném provozu nacházel jediný vůz. Jde o vlečný vůz B2D ev. č. 26, vyrobený v roce 1968 a provozovaný na dráze Kirnitzschtalbahn u Bad Schandau.

## Dodávky tramvají
V letech 1967 až 1968 bylo vyrobeno 116 vozů B2D.
| Současný stát | Město                    | Článek | Typ | Roky dodávek | Počet vozů | Evidenční čísla při dodání | Poznámky | Zdroj             |
| ------------- | ------------------------ | ------ | --- | ------------ | ---------- | -------------------------- | -------- | ----------------- |
| Německo       | Brandenburg an der Havel | článek | B2D | 1968         | 2 kusy     | 58–59                      |          | [ 2 ] [ 4 ] [ 5 ] |
| Německo       | Cvikov                   | článek | B2D | 1968         | 1 kus      | 241                        |          | [ 2 ] [ 4 ] [ 5 ] |
| Německo       | Erfurt                   | článek | B2D | 1967–1968    | 2 kusy     | 280–281                    |          | [ 2 ] [ 4 ] [ 5 ] |
| Německo       | Görlitz                  | článek | B2D | 1968         | 2 kusy     | 68–69                      |          | [ 2 ] [ 4 ] [ 5 ] |
| Německo       | Halle (Saale)            | článek | B2D | 1967–1968    | 97 kusů    | 409–505                    |          | [ 2 ] [ 4 ] [ 5 ] |
| Německo       | Chotěbuz                 | článek | B2D | 1967         | 11 kusů    | 94–104                     |          | [ 2 ] [ 4 ] [ 5 ] |
| Německo       | Plavno                   | článek | B2D | 1968         | 1 kus      | 22                         |          | [ 2 ] [ 4 ] [ 5 ] |

## Historické vozy
- Boveraclub (jenský vůz ev. č. 197)
- Bad Schandau (cvikovský vůz ev. č. 26)